# Jaegerstraße 11

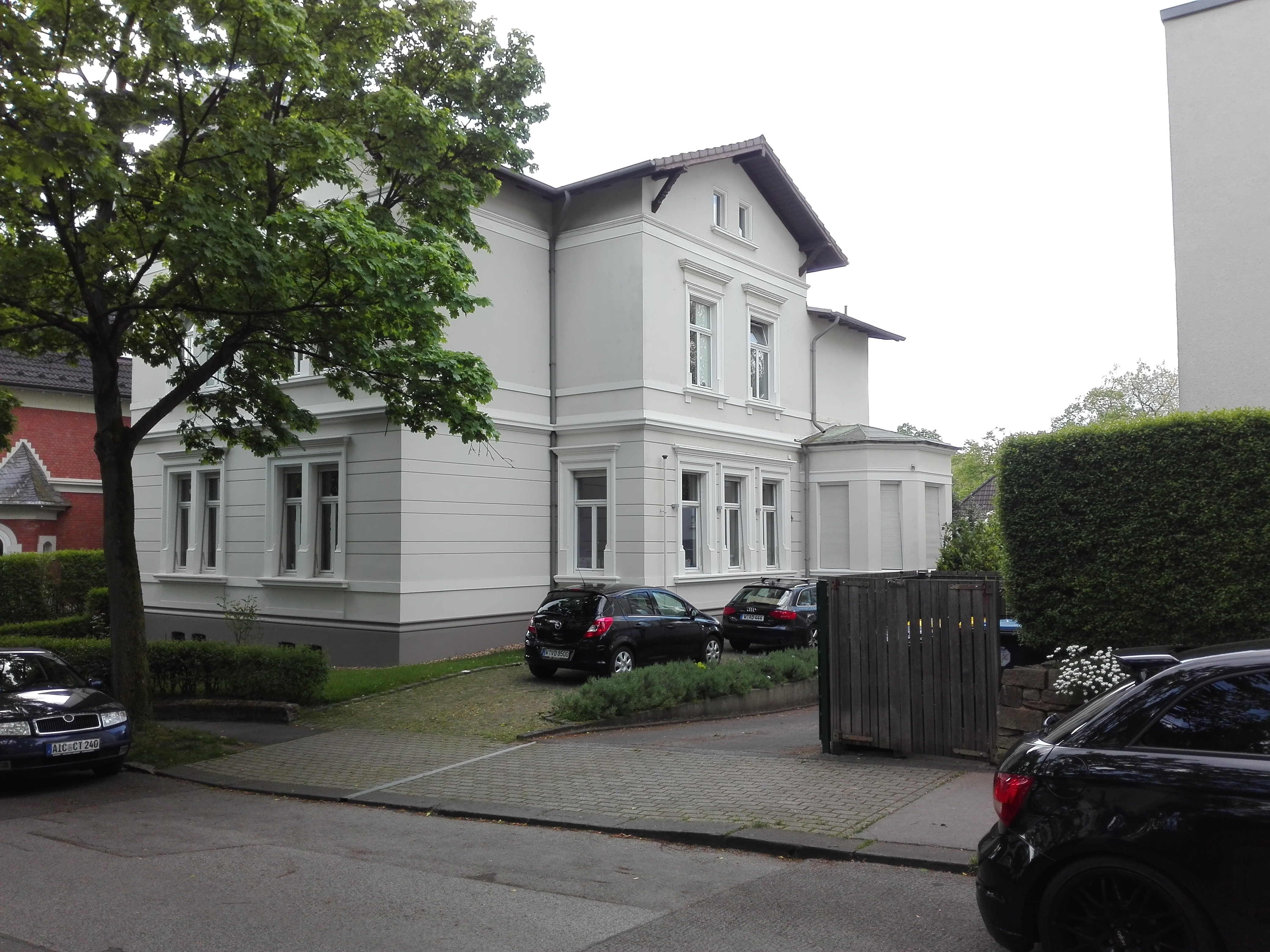
Die Villa von Südosten

Das Haus Jaegerstraße 11 ist eine unter Denkmalschutz stehende Villa im Wuppertaler Zooviertel.

## Beschreibung
Das Gebäude ist ein zweigeschossiges Wohnhaus im Gründerzeitstil. Die 1893 bis 1894 durch das Architekturbüro Hermanns & Riemann aus Elberfeld errichtete Villa ist komplett in Massivbauweise mit verputzter Fassade erbaut. Die Fassadenseite zur Jaegerstraße hin wird vertikal durch zwei Fensterreihen gegliedert, wie auch an der Nordostseite, dort allerdings mit drei Fenstern im Erdgeschoss. Beide Gebäudeteile besitzen ein Dach auf gemeinsamer Höhe und Berührungspunkt in der Dachmitte. Die Horizontale des Gebäudes wird durch mehrere, komplett umlaufende Gesimse gegliedert, welche neben der Höhe des Bodens der ersten Stockwerks auch um das leicht überkragende Dach laufen. Jene Dachkragen werden an den Seiten von schlichtem Freigespärre mit einfachen Schnitzereien gestützt. Die Fenster sind durch Stuckrahmen den umlaufenden Simsen und Friesen angeglichen und setzen der verputzten Fassade einen hell abgesetzten farbigen Akzent. Der Hauseingang befindet sich exakt auf der Mittelachse der Südwestseite, welcher von einem kleinen Vordach mit gleichem Freigespärre wie die Dachkragen überdacht wird.
Dem Gebäude war eine große Freifläche an der Nordseite vorgesetzt, welche ursprünglich von mehreren Zierteichen und aufwändiger Begrünung geziert war. Diese Fläche wurde mittlerweile mit einem modernen Mehrfamilienhaus überbaut.
Seit 1992 steht das Haus unter Denkmalschutz und wurde in die Denkmalliste der Stadt Wuppertal eingetragen.

## Maximilian-Kolbe-Kapelle
Bedarf für einen Gottesdienstraum im damals zu einem Großteil von römisch-katholischen Bewohnern bewohnten Zooviertel bestand seit dessen Entstehung Ende des 19. Jahrhunderts. Ursprünglich bestanden seitens der Pfarrgemeinde Sankt Remigius in Sonnborn, welche seit 1879 wieder eine eigene Kirche besaß, Pläne zum Bau eines römisch-katholischen Gotteshauses im Westen des Viertels. Mit Einweihung der Kirche Sankt Joseph am Nützenberg 1911 fiel allerdings ein Großteil der seelsorgerisch zu betreuenden Katholiken im Elberfelder Westen an die Pfarrei Sankt Joseph, wodurch man de Plänen zum Kirchenbau absah und stattdessen den Bau eines Gemeindehauses beschloss. Die folgenden Kriegsjahre verhinderten jedoch eine Ausführung dieser Pläne.
Im Mai 1966 wurde das Haus von der Pfarrgemeinde Sankt Remigius angekauft, um im Untergeschoss eine Kapelle für die im Zooviertel wohnhaften Katholiken anzulegen. Für den Bau eines neuen Gemeindehauses Zoo standen keine Gelder zur Verfügung, stattdessen konnte man günstig die zum Verkauf stehende Villa erwerben. Ein größeres Zimmer an der Nordseite des Gebäudes wurde mit einem chorartigen Anbau nach Osten hin erweitert und bot nunmehr etwa 40 Sitzplätze, im weiteren Untergeschoss entstand eine Pfarrwohnung. Das Obergeschoss wurde von der Gemeinde als Wohnung vermietet und sicherte weitere Einnahmen. Die erste Messe in der Kapelle konnte im Mai 1964 gefeiert werden und fand seitdem wöchentlich statt. Die bis dahin als Kapelle am Zoo bekannte Kapelle wurde im Juli 1981 vom Kölner Erzbischof Joseph Höffner unter das Patrozinium des wenig später heiliggesprochenen Franziskaner-Minoriten Maximilian Kolbe gestellt. Im Rahmen einer ersten Sanierung 1982 gestaltete der aus Wuppertal stammende Künstler Hans-Peter Brahm die Fenster der Kapelle im zeitgenössischen Stil völlig neu. Das rechte Fenster zeigt Maximilian Kolbe in Häftlingskleidung im Konzentrationslager Auschwitz-Birkenau, das linke an der gleichen Position wie Kolbe Christus im Leiden. Die Fenster befinden sich heute in der Kirche Sankt Remigius, wo sie vor der Betonwand künstlich beleuchtet werden und somit dennoch eine farbliche Wirkung erzielen.
Seit 2004 erhielt die Maximilian-Kolbe-Kapelle keine finanzielle Zuwendung von der Gemeinde Sankt Remigius mehr, der Kaplan führte die Gottesdienste seitdem ehrenamtlich durch. 2007 fand der letzte Gottesdienst in der Kapelle statt, das Gebäude wurde profaniert und verkauft. Sie befindet sich nach umfangreichen Umbau- und Sanierungsmaßnahmen nun in Privatbesitz.